# Luise von Preußen (1829–1901)

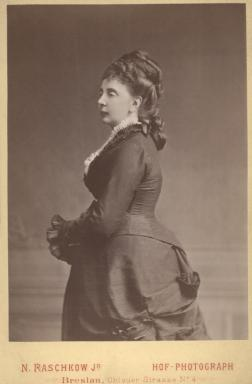
Prinzessin Luise von Preußen, Fotografie von Nathan Raschkow; jr., Breslau, 1860

Marie Luise Anna Prinzessin von Preußen (* 1. März 1829 in Berlin; † 10. Mai 1901 in Frankfurt am Main) war ein Mitglied des Hauses Hohenzollern und die geschiedene Ehefrau von Landgraf Alexis von Hessen-Philippsthal-Barchfeld, des Chefs des Hauses Hessen-Philippsthal-Barchfeld.

## Leben

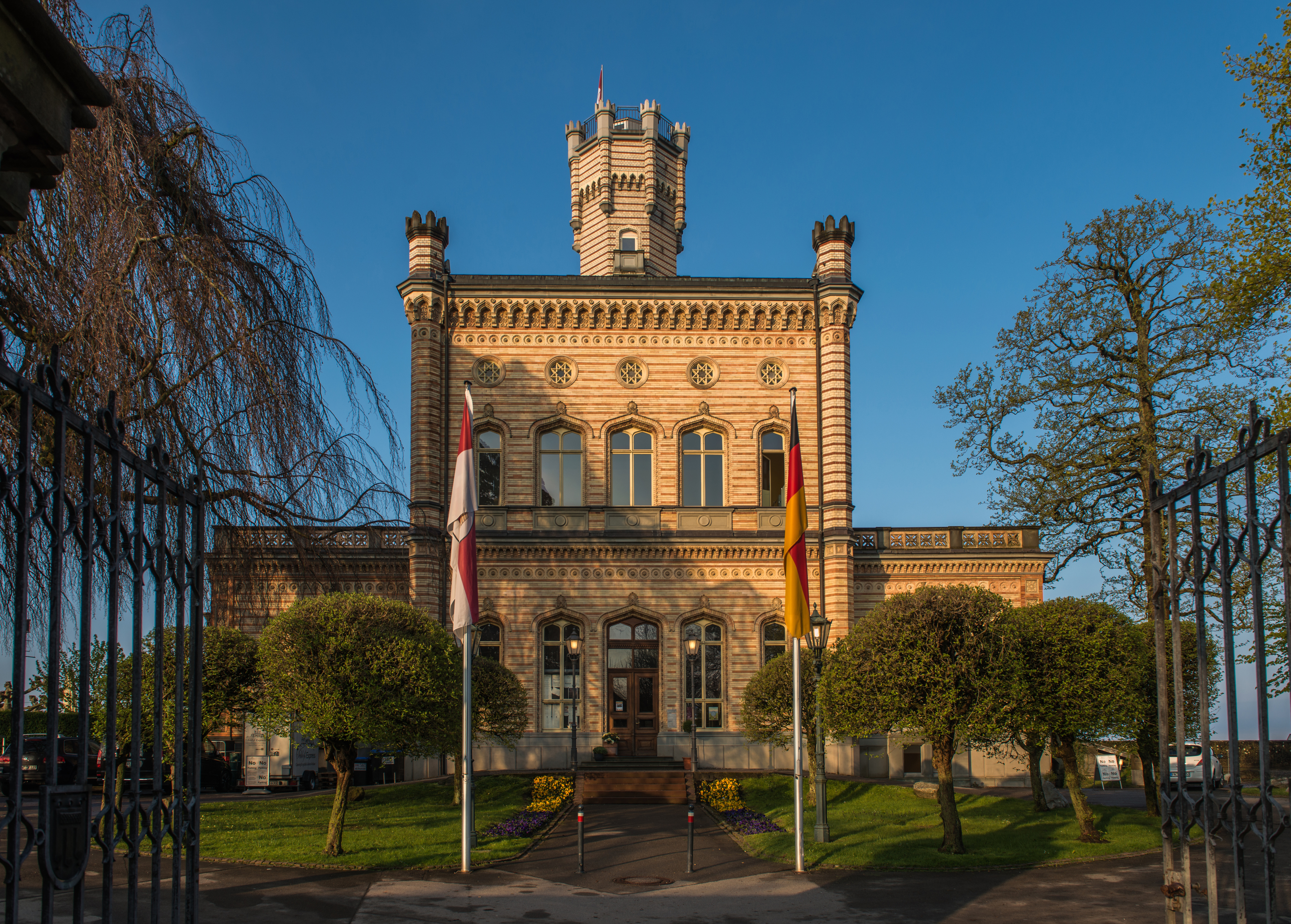
1873 erwarb Luise das Schloss Montfort am Bodensee und nutzte es bis zu ihrem Tod im Jahr 1901 als Sommersitz

Prinzessin Luise von Preußens Eltern waren Kaiserbruder Prinz Carl von Preußen und seine Ehefrau Marie, Prinzessin von Sachsen-Weimar-Eisenach, Schwester der Kaiserin Augusta. Ihre Eltern hatten sie auf den Namen ihrer Großmutter, der Königin Luise von Preußen taufen lassen. Luise war Nichte von König Friedrich Wilhelm IV., Kaiser Wilhelm I. und Zarin Alexandra Fjodorowna. Die Prinzessin hatte zwei Geschwister: den späteren Generalfeldmarschall Prinz Friedrich Karl von Preußen (1828–1885) und Prinzessin Maria Anna (1836–1918), die mit Friedrich Wilhelm Landgraf von Hessen verheiratet war.
Prinzessin Luise sollte zunächst König Karl XV. von Schweden heiraten. Die Verhandlungen scheiterten jedoch. In Schloss Charlottenburg heiratete sie am 25. Juni 1854 Alexis Landgraf von Hessen-Philippsthal-Barchfeld (1829–1905), das Oberhaupt des gleichnamigen Fürstenhauses. Ihre kinderlose Ehe wurde „kraft oberstbischöflicher Gewalt durch landesherrlichen Ausspruch des Kurfürsten von Hessen“ am 6. März 1861 geschieden.
König Friedrich Wilhelm IV. stellte Luise als Angehörige des königlichen Hauses im Zentrum Berlins das Hohenzollern-Schloss Monbijou zur Verfügung. Das Schloss, welches bereits zwei preußischen Königinnen als Wohnsitz gedient hatte, war zuvor im Auftrag des Königs renoviert worden. Luise nutzte Monbijou zunächst mit ihrem Ehemann Landgraf Alexis und auch später nach ihrer Scheidung als Residenz. Als Luise das Schloss bezog, dienten Räume des Schlosses bereits der Sammlung historischen Inventars aus den verschiedenen Schlössern der preußischen Königsfamilie. Chef ihres Hofstaats war Kammerherr Adolf von Rauch, der als „gelehrter Alterthümler und Numismatiker“ galt und schon vor seinem Wechsel aus dem Regiment der Gardes du Corps an den Hof der Prinzessin Luise eine Münzsammlung von musealem Rang aufgebaut hatte. 1873 erwarb Luise als Sommersitz Schloss Montfort in Langenargen am Bodensee.
Vor 1843 wurde sie mit dem Louisenorden ausgezeichnet. 1871 wurde sie als eine der Schirmherrinnen der freiwilligen Krankenpflege während des Deutsch-Französischen Krieges mit dem Verdienstkreuz für Frauen und Jungfrauen ausgezeichnet.
Prinzessin Luise hat in der Hohenzollern-Gruft der Kirche St. Peter und Paul auf Nikolskoe in Berlin-Wannsee neben ihren Eltern, ihrem Bruder Friedrich Karl und dessen Ehefrau Maria Anna ihre letzte Ruhestätte gefunden.